# Младен (воєвода)
Младен (серб. Младен; ? — після 1326) — сербський магнат, що перебував на службі в короля Стефана Уроша III (правив 1322—1331), володіючи спершу титулом жупана, а згодом — воєводи.
Младен та його брат Нікола походили з роду, що в часи правління Стефана Милутина (1282—1321) мав володіння в Дрениці в Косові. За правління Стефана Уроша III родина наростила свою міць. Перша згадка про Младена датується 1319 роком. 1323 року він згадується як правитель Требинє та Драчевиці, а його брат під 1329 роком згадується як правитель міста Лежа (сучасна Півічна Албанія). Серед присутніх під час підтвердження королем Стефаном Урошем прав купців Рагузи 1326 року згадується воєвода Младен. Хоча родина воєводи Младена була впливовою, однак не була наймогутнішою при сербському королівському дворі. Остання згадка про Младена датується 1326 роком. Невідомо, чи служив він за правління короля Стефана Душана.
У воєводи Младена був син Бранко та дочка Ратослава. Бранко був впливовим магнатом й під час коронації Стефана Душана царем (1346) отримав візантійські придворні титули, зокрема титул севастократора. Бранко став засновником шляхетного роду Бранковичів, чиї представники в XV столітті були сербськими деспотами. Ратослава одружилася з жупаном Алтоманом — сином воєводи Воїна.